# Emotionele arbeid
Emotionele arbeid is een sociologisch concept dat sinds 1983 wordt gebruikt om te verwijzen naar de arbeid die verricht moet worden in bepaalde beroepen om eigen emoties de sociaal gewenste emoties te laten reflecteren. Meer recenter en voornamelijk tijdens de coronapandemie is het begrip als feministisch concept gebruikt om de arbeid te beschrijven die binnen een huishouden verricht moet worden om alle benodigde taken in te plannen en sociale verplichtingen te regelen. In deze context wordt ook wel gesproken van een derde shift.

## Sociologie
In 1983 werd in The Managed Heart: the Commercialization of Feeling, een boek geschreven door Arlie Russel Hochschild, het principe van emotionele arbeid binnen een werkomgeving geduid. Hochschild deed dit aan de hand van een beschrijving van stewardessen. Bij deze beroepsgroep bestaat een groot deel van hun baan uit het managen van de emoties van de passagiers en hier op een juiste manier op reageren. Het voorwenden van sociaal gewenste emoties kan leiden tot stress en burn-out.
B.E. Ashforth en R.H. Humphrey bouwden op deze basis voort en koppelden de emotionele arbeid aan identiteit. Wanneer de gewenste sociale reacties dichter bij de eigen rolverwachting en identiteit liggen, zijn deze makkelijker op te roepen. Wanneer een medewerker zijn of haar rol internaliseert, kan dit het welzijn vergroten. Wanneer de getoonde emoties echter tegen de aard van de persoon in gaan, geeft dit negatieve effecten.
J.A. Morris en D.C. Feldman bouwden op het principe van emotionele arbeid voort en koppelden de zwaarte van deze arbeid aan een viertal factoren, te weten:
- Frequentie van contactmomenten
- Hoe intensief zijn deze voor de werknemer
- Hoeveelheid verschillende geëiste emoties
- In hoeverre ligt de (voorgewende) emotie af van de eigen emotie (ook wel dissonantie genoemd)

Als er meer op deze vlakken gevraagd wordt van een medewerker, dan is de belasting vanuit emotionele arbeid hoger.

### Emotionele arbeid en vrouwen op de werkvloer
Emotionele arbeid wordt vooral verricht in beroepen waar veel contact is met andere mensen, vaak de afnemers van de dienst. Voorbeelden hiervan zijn zorgmedewerkers, leraren en maatschappelijk werkers. Vooral in de zorg, dienstverlening en het onderwijs werken meer vrouwen dan mannen. Vrouwen komen dan ook vaker in aanraking met emotionele arbeid. Daarnaast zijn er aanwijzingen dat vrouwen binnen gelijke beroepen meer emotionele arbeid verrichten dan mannen in eenzelfde beroep.

## Feminisme
Binnen het gezin zien we ook emotionele arbeid. Deze uit zich bijvoorbeeld in het coördineren van sociale verplichtingen, maar ook in de zorg voor kinderen. In deze context wordt ook wel de term derde shift gebruikt. Hierbij is de eerste shift de betaalde arbeidsverplichtingen, de tweede shift betreft de klussen binnen het huishouden en de derde shift houdt het managen van het huishouden in. In deze zin is emotionele arbeid ook (groot) onderdeel van de derde shift, aldus de feministen die het begrip gebruiken. Opmerkelijk hierbij is wel dat Hochschield het nooit in deze context gebruikte, iets wat zij zelf ook te kennen heeft gegeven. Tijdens de coronapandemie kwam meer aandacht voor de feministische wijze waarop emotionele arbeid en de derde shift ingevuld werden. De pandemie zorgde voor grote veranderingen op het gebied van (thuis)werken en veroorzaakte dat veel vaders en echtgenoten meer taken van de tweede shift naar zich toe trokken. De derde shift bleef echter grotendeels bij de vrouwen en moeders.

### Moeilijkheden voor wat betreft emotionele arbeid en de derde shift
Emotionele arbeid en de derde shift zijn vaak onderdelen die niet zichtbaar zijn voor iemand die ze niet vervult. In veel gevallen bestaat deze vorm van arbeid immers uit denk- en planwerk en veel minder uit direct observeerbare effecten. Wanneer iemand plant om de was te doen nadat de kinderen naar hun sport zijn geweest, zodat hun sportkleding mee kan met de rest van de was, scheelt dit een was. Toch is het ontbreken van deze extra was veel minder zichtbaar dan het uitvoeren van twee wassen. Het is daardoor moeilijk om het voorkomen van extra werk als vorm van werk te zien. Doordat veel emotioneel werk traditioneel als passend bij de vrouwelijke natuur wordt gezien, ontstaat in combinatie met het gebrek aan observeerbaarheid het idee dat dit iets is dat vrouwen 'gewoon' van nature doen. Het geeft op die manier mannen de mogelijkheid dergelijk werk te ontduiken, aldus schrijfster Jess Zimmerman.
Het overgrote deel van de derde shift en de emotionele arbeid komt dus nog altijd bij vrouwen terecht. Hierdoor ervaren zij vaak een gebrek aan rust, zij zijn in hun hoofd vaak nog zaken aan het plannen voor hun huishouden op momenten dat zij zouden kunnen ontspannen. Hierdoor voelen zij zich zwaarder belast dan hun echtgenoten, wat kan leiden tot stress en zelfs tot burn-outs, vooral wanneer zij ook op hun betaalde werk veel in aanraking komen met emotionele arbeid. Door de verhoogde stress kan de verwachting dat vrouwen de derde shift vervullen, ook aanleiding geven tot vrouwelijke woede.